# Falmenta
Falmenta är en ort och frazione i kommunen Valle Cannobina i provinsen Verbano Cusio Ossola i regionen Piemonte i Italien. 
Falmenta upphörde som kommun den 1 januari 2019 och bildade med de tidigare kommunerna Cavaglio-Spoccia och Cursolo-Orasso den nya kommunen Valle Cannobina. Den tidigare kommunen hade 125 invånare (2018).